# Gabriele Langendorf

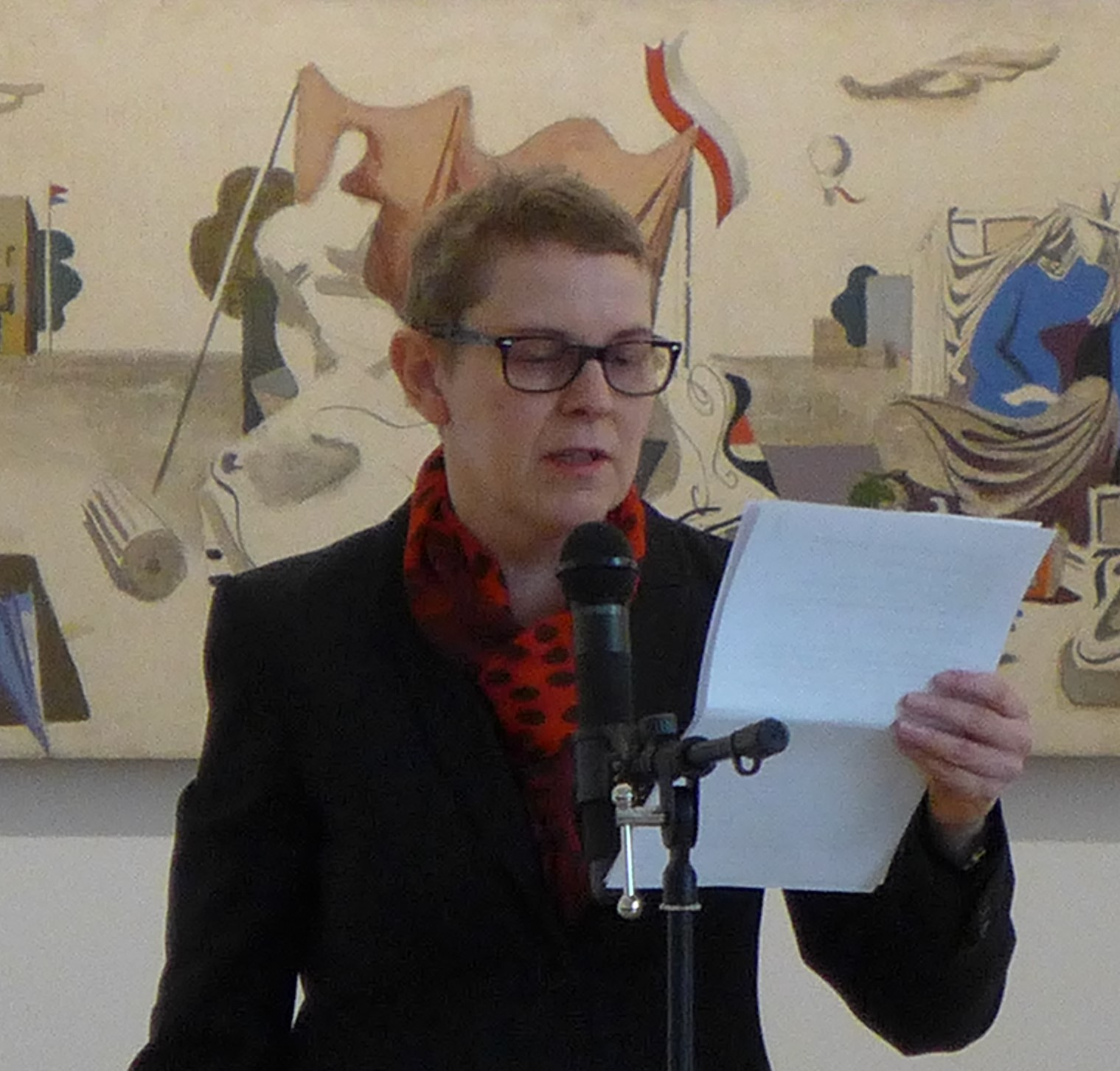
Gabriele Langendorf

Gabriele Langendorf (* 1961 in Rheinfelden (Baden)) ist eine deutsche bildende Künstlerin und war von 2013 bis 2021 Rektorin an der Hochschule der Bildenden Künste in Saarbrücken. Sie lebt in Saarbrücken.

## Leben
Gabriele Langendorf absolvierte zunächst von 1977 bis 1982 eine Ausbildung als Textilmustergestalterin bei der Firma KBC in Lörrach. Von 1982 bis 1984 studierte sie an der Hochschule für Gestaltung und Kunst beider Basel, anschließend bis 1986 freie Malerei bei Franz Fediér. Von 1989 bis 1991 war sie Gaststudentin an der Frankfurter Städelschule bei Professor Raimer Jochims. 1993 Preisträgerin der Ausstellung junger westen in Recklinghausen. 1994 erhielt sie ein Arbeitsstipendium der Stiftung Kunstfonds, im Jahr darauf ein Reisestipendium der Hessischen Kulturstiftung, sowie 1999 ein Stipendium der Akademie Schloss Solitude in Stuttgart. 2001 wurde ihr in Lörrach der „Zonta Regio Kunstpreis“ der Zonta-Clubs im Dreiländereck Deutschland-Frankreich-Schweiz zuerkannt.
Ab 2003 bis 2006 war sie Lehrbeauftragte für Zeichnen an der Frankfurter Fachoberschule für Gestaltung (Gutenbergschule). Zum Herbst-/Wintersemester 2006/2007 wurde sie als Nachfolgerin von Professor Bodo Baumgarten an die Hochschule der Bildenden Künste (HBKsaar) in Saarbrücken berufen. Sie übernimmt dort das Lehrgebiet Malerei und Zeichnung. Im Oktober 2013 übernahm sie das Amt von Ivica Maksimovic als Rektorin der HBKsaar und blieb bis Oktober 2021 im Amt.
Langendorf hat ihre Zeichnungen und Gemälde seit 1987 bereits auf zahlreichen Einzel- und Gruppenausstellungen im In- und Ausland präsentiert, unter anderem in der Kunsthalle Basel, in der Kunsthalle des Marburger Kunstvereins, an der Akademie Schloss Solitude, im Frankfurter Kunstverein, im Kunst- und Kulturverein Alte Schule Baruth, im Kunstverein Weil am Rhein, in der Galerie der Stadt Backnang und in weiteren privaten Galerien. Ihre Werke sind in mehreren renommierten Sammlungen vertreten, z. B. in der  Sammlung Deutsche Bank.
Hauptmotive ihrer überwiegend gegenständlichen Zeichnungen sind Räume, sowohl in Gebäuden als auch im Freien, Hauptthema ist das Verhältnis von Architektur und Gesellschaft zur Landschaft und natürlichen Umwelt, wobei Menschen nicht direkt abgebildet werden, sondern nur indirekt auftauchen.
Bekannt wurden insbesondere ihre Bilder von Hotelzimmern und in der Folge auch privaten Schlafzimmern, die anhand von Fotovorlagen aus dem Kreis ihrer Familie, Freunde und Bekannten entstanden. Weil die Fotovorlagen von den Bildgebern nach ihrem Belieben selbst angefertigt wurden, bleibt der Blickwinkel trotz des sehr privaten Sujets unter deren Kontrolle. Langendorf verarbeitet in diesen Bildern mittels einer breiten Palette bildnerischer Mittel ihre individuelle Beziehung zu diesen vertrauten Menschen und bezeichnet die entstandenen Werke demzufolge als Porträts.